# Peshraw Azizi
Peshraw Azizi, född 19 januari 1988 i Sulaymaniyya, är en svensk före detta fotbollsspelare.

## Karriär
Azizis moderklubb är Rönninge/Salem FK. Han började sin seniorkarriär i Syrianska FC, där han bland annat gjorde fem inhopp i Superettan 2009. I juni 2010 lånades Azizi ut till Valsta Syrianska IK.
I februari 2011 värvades Azizi av Dalkurd FF. I december 2015 förlängde han sitt kontrakt med klubben. I december 2016 förlängde Azizi sitt kontrakt med tre år. Efter säsongen 2019 lämnade han klubben.
Inför säsongen 2020 gick Azizi till Vasalunds IF. I februari 2022 meddelade Azizi att han avslutade sin spelarkarriär och återvände till Dalkurd, där han fick en roll i ledarstaben.